# Alice Restwold
Alice Restwold, född Wilkes, död efter 1541, var en engelsk hovfunktionär. Hon var hovdam hos drottning Katarina Howard. 
Hon tillhörde Agnes Howards hushåll i Horsham och Lambeth vid samma tidpunkt som Katarina Howard, Mary Lascelles, Dorothy Baskerville, Margaret Benet, Katherine Tylney och Margaret Morton.
Hon gifte sig vid okänd tidpunkt med Anthony Restwold. 
Katarina Howard gifte sig med Henrik VIII av England 1540. Restwold fick sedan en plats i drottningens hushåll. Drottningens hushåll bestod vid denna tid av Ladies of the Privy Chamber (hovdamer utsedda att passa upp), Chamberers (kammarfruar och kammarfröknar), Maids-of-Honor (hovfröken), Mother of Maids (hovdam som övervakade hovfröknarna) och Ladies in Waiting (hovdamer utsedda på grund av rang). Restwold förmodas ha varit chamberer, men hon benämndes gentlewoman (adelsdam) och borde därmed haft en högre tjänst. 
Katarina Howard arresterades och ställdes inför rätta för äktenskapsbrott i november 1541. Alice Restwold tillhörde då de vittnen som kallades att vittna om Howards liv. Hon vittnade om att Howard hade haft samlag med Francis Dereham i sovsalen i Lambeth och att hon som gift var medveten om hur ett samlag gick till och därför kunde svära på att det var vad som hade ägt rum. 